# رونیل ایگلسیاس
رونیل ایگلسیاس (انگلیسی: Roniel Iglesias؛ زادهٔ ۱۴ اوت ۱۹۸۸) بوکسور اهل کوبا است.